# Пур
Пур — река в Азиатской части России, впадает в Тазовскую губу, протекает по территории Пуровского района Ямало-Ненецкого автономного округа на севере Западной Сибири. Длина реки — 389 км; включая Пякупур и его составляющую Янкъягун — 1024 км, площадь водосборного бассейна — 112 000 км².

## География
Образуется слиянием рек Пякупур и Айваседапур, берущих начало на северных склонах Сибирских Увалов. Течёт на север по Западно-Сибирской равнине, русло извилистое, в низовьях делится на рукава. Впадает в Тазовскую губу Карского моря.

## Гидрология
Питание снеговое и дождевое. Среднегодовой расход воды — 1040 м³/с, наибольший — до 10 000 м³/с. Замерзает в ноябре, вскрывается в мае.

## Притоки
(км от устья):
- 15 км: протока без названия
- 15 км: протока Тоясё (Хоре-Ныйво-Пород)
  - 7 км: протока Хальмер-Мо-Яха
  - 12 км: протока Лангпарод
    - 53 км: Едэйхарвута
- 27 км: протока Малый Пур
- 56 км: Пантормалеяха
- 70 км: Хамеловаяха
- 77 км: протока Еготе-Пар-Дэ
- 84 км: протока Самбургъяха
  - 60 км: Сядайхадыта
- 93 км: протока без названия
- 114 км: протока Надо-Салинская
  - 6 км: Харвута
  - 17 км: Сягойхадуттэ
- 140 км: Малхойяха
- 144 км: Надосаляхадыта
- 150 км: река без названия
- 153 км: Тоумбияха
- 161 км: Хотояха
- 164 км: Нгарка-Хадытаяха
- 169 км: река без названия
- 170 км: протока без названия
  - 5 км: Тыдэоттаяха
- 173 км: река без названия
- 194 км: Пырейяха
- 211 км: Нэвояха
- 223 км: Евояха
- 225 км: протока Вэллопарод
- 228 км: Малая Яръяха
- 231 км: протока Хадырьяхапарод
- 243 км: Малая Хадырьяха
- 247 км: Большая Хадырьяха
- 266 км: река без названия
- 268 км: Аймальяха
- 282 км: Ярэйяха
- 286 км: протока без названия
- 296 км: Пырейяха
- 308 км: Трыбъяха
- 312 км: Сокумарре
- 313 км: протока без названия
- 316 км: Паннэяха
- 332 км: Ягенетта
- 350 км: протока Арка-Парута
- 355 км: Ненсяяха
- 357 км: Саловаяха
- 364 км: Тайяха
- 375 км: Сензяяха
- 383 км: Хыльмигъяха
- 389 км: Пякупур
- 389 км: Айваседапур

## Населённые пункты
Около слияния Пякупура и Айваседапура находится город Тарко-Сале, ниже по течению посёлки Уренгой и Коротчаево, ближе к устью располагается село Самбург.

## Хозяйственное использование
Река судоходна. В бассейне Пура — Уренгойское газовое и Губкинское нефтегазовое месторождения.
В 2020 году через реку открыт автомобильный мост.